# Волонтер (станция метро)
Волонтер (фр. Volontaires) — станция линии 12 Парижского метрополитена, расположенная в XV округе Парижа. Названа по одноимённой улице (фр. Rue des Volontaires).

## История
- Станция открылась 5 ноября 1910 года в составе первого пускового участка тогдашней линии А компании «Север-Юг» (с 1931 года линии 12 Парижского метрополитена) Порт-де-Версаль — Нотр-дам-де-Лоретт.
- Пассажиропоток по станции по входу в 2011 году, по данным RATP, составил 2 547 550 человек[2]. В 2013 году этот показатель снизился до 2 511 126 пассажиров (218 место по уровню входного пассажиропотока в Парижском метро)[3].

## Конструкция
Станция построена по типовому парижскому проекту с изначальным оформлением в стиле компании Север-Юг. В 2015 году начата реновация станции, которая, по состоянию на 2017 год, не завершена. 

## Галерея

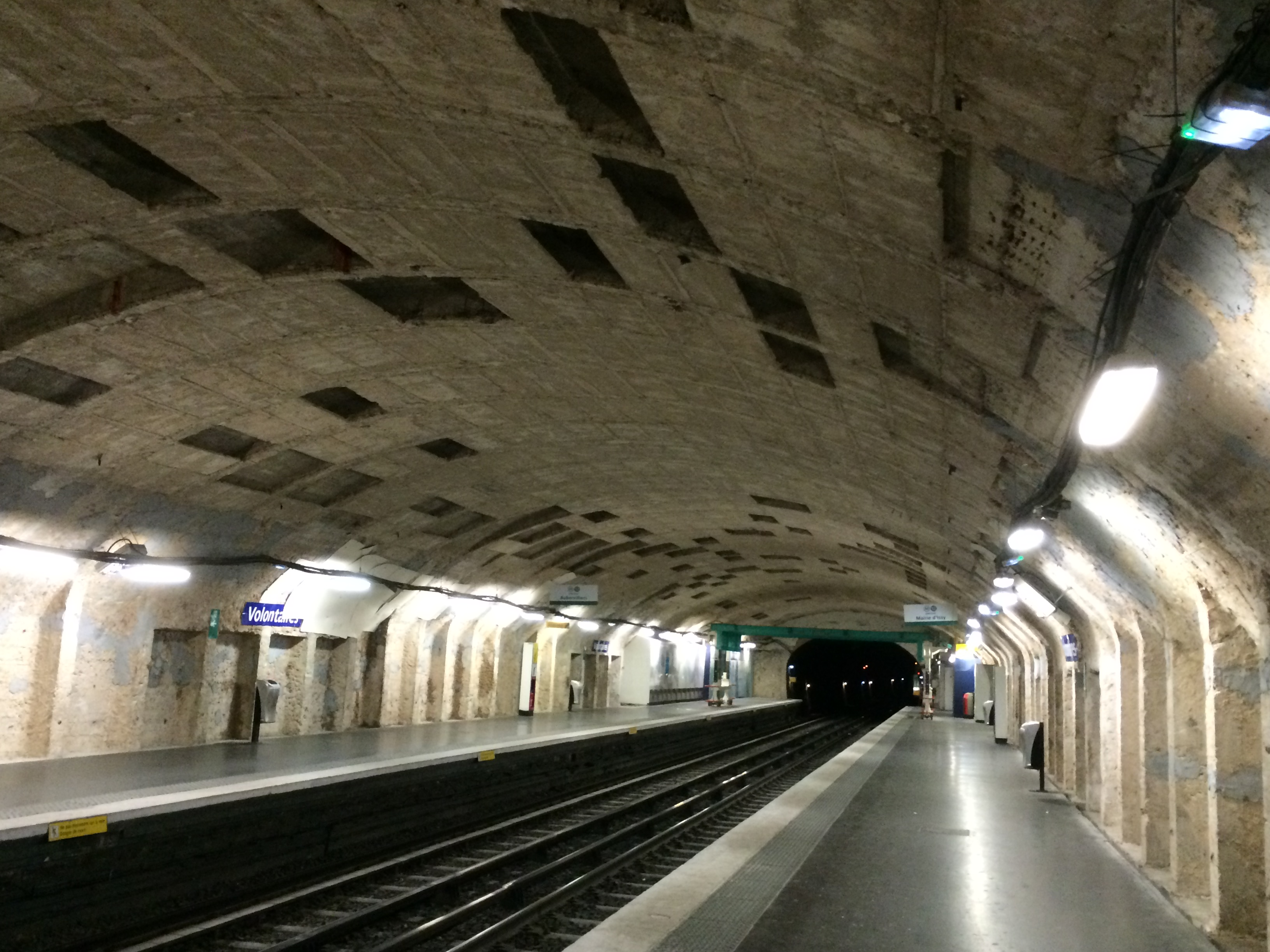
Реновация станции (2016 год)
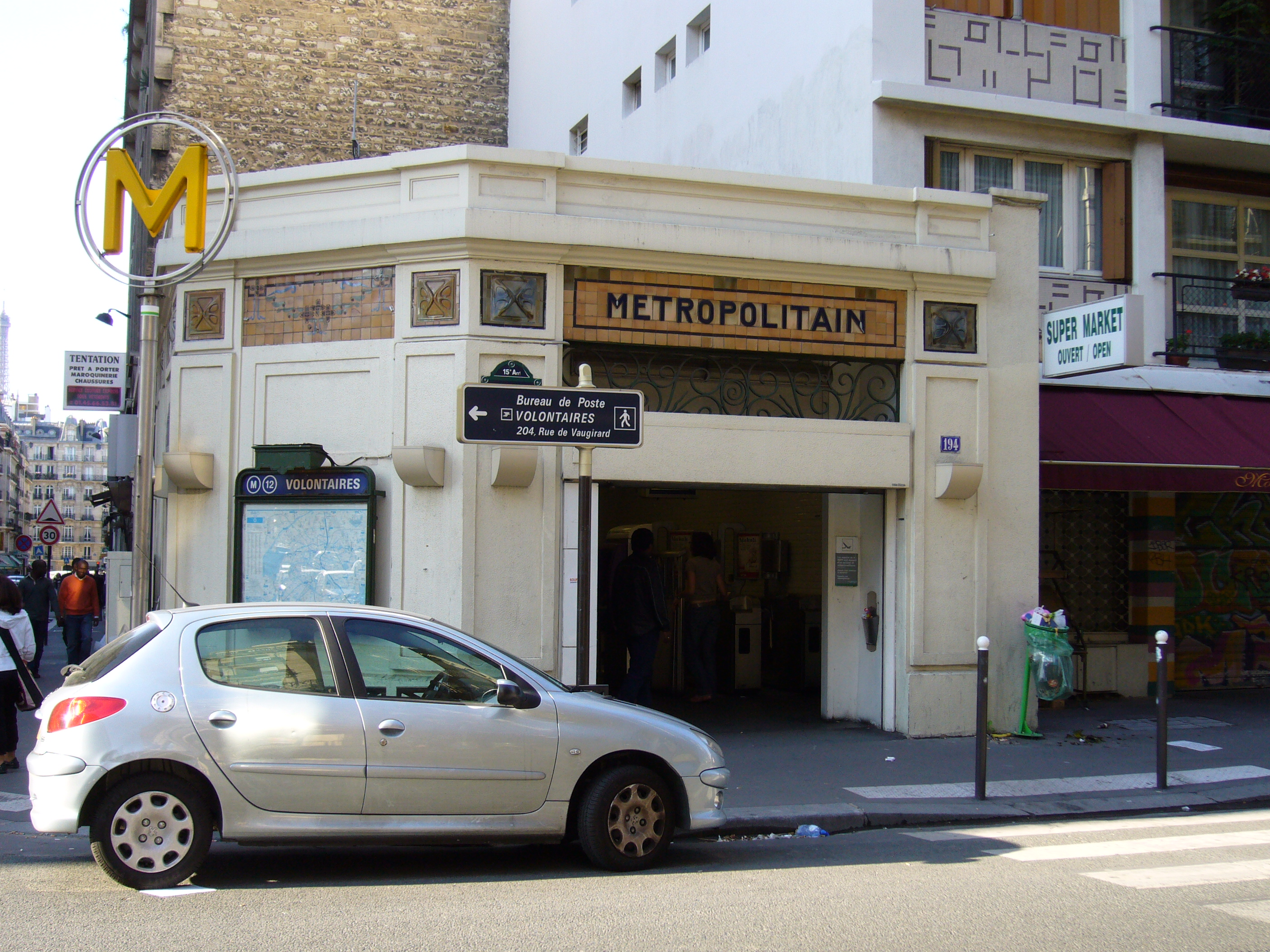
Наземный вестибюль